# كليف نوتال
كليف نوتال هو منافس ألعاب قوى كندي، ولد في 31 ديسمبر 1940.

## وصلات خارجية
- كليف نوتال على موقع أوليمبيديا (الإنجليزية)